# Palacio de Inestrillas
El Palacio de Inestrillas fue una edificación del siglo XVIII, situada en la pedanía riojana de Inestrillas, perteneciente al municipio español de Aguilar del Río Alhama, que se construyó pegada a un farallón rocoso, orientado hacia el sur.
Aprovechaba la concavidad de esta pared rocosa para sustentar la estructura y sus habitáculos y formaba parte del conjunto de la primitiva Inestrillas o Finistriellas, un poblado altomedieval rupestre.

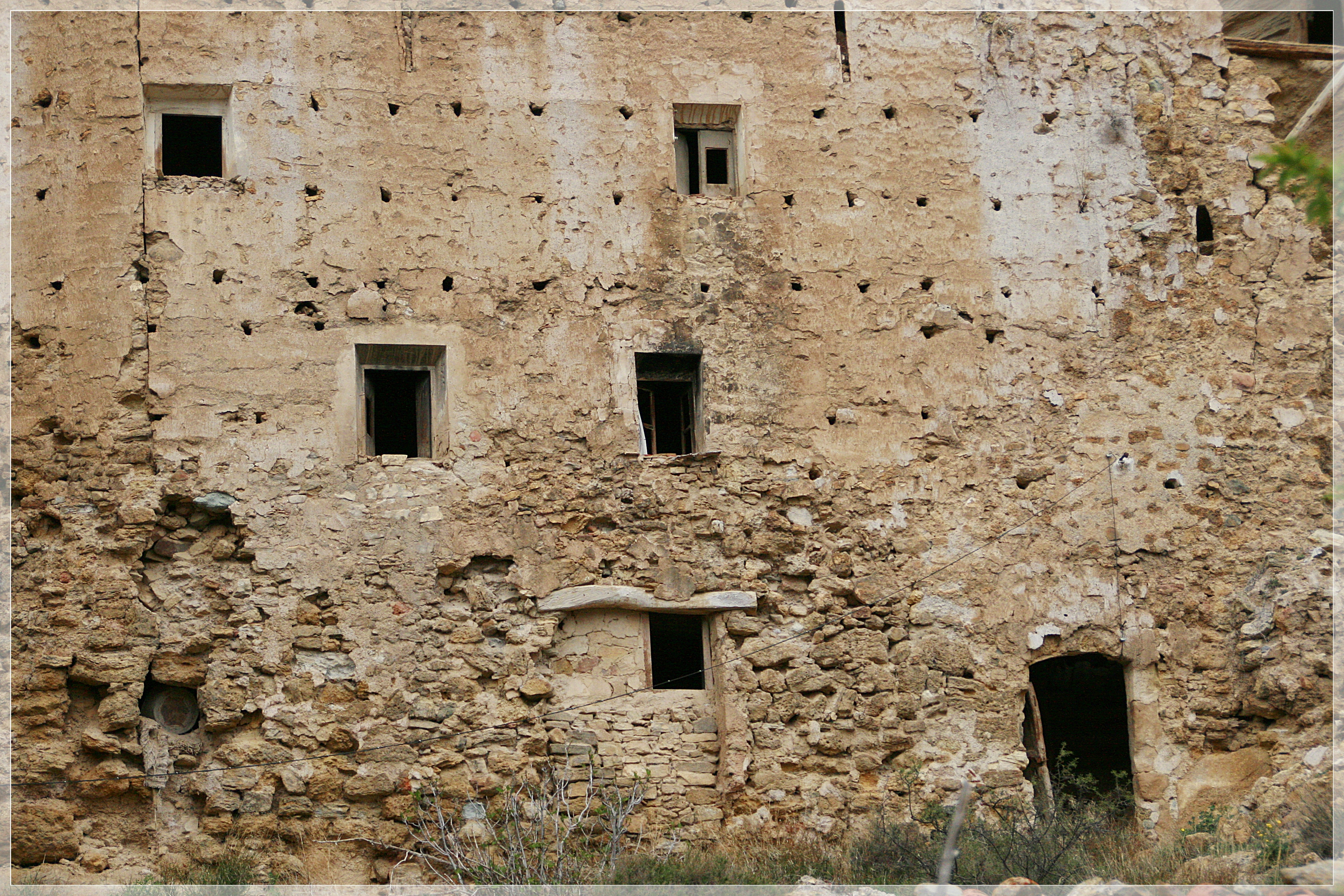
Palacio de Inestrillas

Desde 2007 el edificio se encontraba en la lista roja de patrimonio en peligro  por su deplorable estado, semiderruido, y su gran riesgo de derrumbamiento. Finalmente, el 31 de enero de 2021 el muro sobre el que se sustentaba se abrió por la mitad, provocando el colapso y derrumbe de todo el edificio.